# 什么值得买
什么值得买是北京值得买科技股份有限公司（深交所：300785）创立的网购产品推荐网站。作为第三方的导购平台，什么值得买汇总了来自不同电商的商品折扣、促销活动和限量抢购等信息，并且允许用户在网站上分享自己的购物攻略和产品使用体验。

## 历史
2010年6月30日，由创始人隋国栋于2010年创立。网站成立早期以优惠信息为主，后逐渐加入海淘、原创、资讯、众测百科等多个频道，内容大部分来自网友推荐、投稿。2010年10月起，网站开始在右侧导航栏投放Google提供的广告。所得到的广告及推广费用用于网站发展、公益事业及回报热心网友等用途。2012年8月22日，作为优惠精选补充、信息量更大的“发现频道”上线。2013年3月21日，网购产品分享平台“晒物广场”上线。2013年6月9日，上线分享网购经验的“经验盒子”。2013年10月24日，海淘类信息独立运营，上线“海淘专区”。2014年4月2日，“资讯中心”上线。2014年6月30日，“消费众测平台”上线。2015年4月23日，“值客原创”上线，该频道由原晒物广场和经验盒子整合而成。2015年5月8日，全新购物消费决策平台“商品百科”上线。2015年5月14日，什么值得买首个工具性独立App鞋码助手上线。2015年6月30日，任命那昕担任CEO，负责企业整体战略及业务，原任CEO隋国栋作为创始人，将继续关注公司业务发展及消费领域的投资事务。
2016年1月，什么值得买宣布完成一亿元融资，投资方为华创资本。2016年5月21日，首届“值友节”举办。2017年4月21日，什么值得买母公司值得买科技提交招股书，拟在创业板IPO。2017年12月，什么值得买与中免集团合作。2019年7月15日登陆深圳证券交易所创业板。
2020年3月，那昕辞去首席执行官、首席营销官职务后，隋国栋担任公司新任首席执行官。
2021年双十一期间，什么值得买上线创作助手张小草，以亲昵的小女孩形象为每一位创作者服务，共同发掘一切“值”的商品与内容。
2022年4月26日，什么值得买母公司值得买科技发布首份环境、社会和公司治理（ESG）报告。

## 荣誉
- 2015年，获新浪科技2014年度风云榜年度最佳创业公司。
- 2018年2月，获“天猫年度最强流量王”称号[13]
- 2018年3月16日，什么值得买荣登360手机助手2017“闪耀”App年度榜。[14]